# Равенна (провінція)
Провінція Равенна (італ. Provincia di Ravenna) — провінція в Італії, у регіоні Емілія-Романья. 
Площа провінції — 1 858 км², населення — 394 723 осіб.
Столицею провінції є місто Равенна.

## Географія

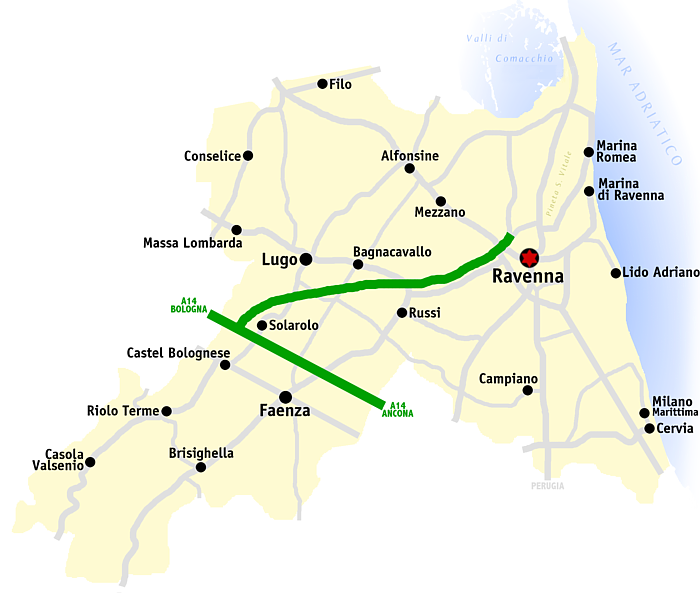
Мапа провінції

Межує на півночі з провінцією Феррара, на заході з провінцією Болонья, на півдні з регіоном Тоскана (провінцією Флоренція) і з провінцією Форлі-Чезена, на сході з  Адріатичним морем.

## Основні муніципалітети
Найбільші за кількістю мешканців муніципалітети (ISTAT):
- Равенна — 153.388 осіб
- Фаенца — 56.131 осіб
- Луґо — 32.370 осіб
- Червія — 28.057 осіб
- Баньякавалло — 16.354 осіб
- Руссі — 11.446 осіб